# 폴레시아
폴레시아(우크라이나어: Полісся 폴레시야[*], 벨라루스어: Палессе 팔레세, 폴란드어: Polesie 폴레시에[*])는 우크라이나 북부와 벨라루스 남부 사이에 위치한 역사적 지역이다. 슬라브족의 발상지이며 고대부터 동슬라브족의 문화와 전통이 남아 있는 지역이다. 19세기 이후에 동유럽 인류학자의 메카로 여겨졌다. 20세기 말 체르노빌 원자력 발전소 사고의 큰 영향을 받았다.

## 지리
폴레시아의 지명 유래는 "늪의 숲"이다. 동유럽 평원 서부에 위치하며 주요 도시로는 핀스크, 브레스트 등이 있다.

## 역사
- 3세기: 슬라브 문화권과 발트 문화권으로 나뉨. 프리피야티강 이북에는 발트족, 프리피야티강 이남에는 슬라브족 문화권이 형성됨.
- 10세기: 키예프 공국의 영토가 됨.
- 14세기 ~ 16세기: '폴레시아'라는 지명이 처음 등장함.
- 17세기: 폴란드-리투아니아 연방의 영토가 됨.
- 18세기: 폴란드-리투아니아 연방의 분할에 따라 러시아 제국의 영토가 됨.
- 1918년: 러시아 제국이 붕괴된 이후에 우크라이나국의 영토가 됨.
- 1920년: 소비에트 연방에 병합됨. 나중에 우크라이나 소비에트 사회주의 공화국, 벨라루스 소비에트 사회주의 공화국으로 나뉨.
- 1991년: 소비에트 연방의 해체와 함께 우크라이나와 벨라루스가 독립함. 독립과 함께 양국 간의 국경 지대가 됨.